# Ahmet Hars
Ahmet Hars (* 6. Mai 1996) ist ein türkischer Eishockeyspieler, der seit 2022 erneut beim Buz Beykoz SK unter Vertrag steht, mit dessen Mannschaft er in der türkischen Superliga spielt.

## Karriere
Ahmet Hars begann seine Karriere als Eishockeyspieler beim Erzurum Büyükşehir Belediyesi SK, bei dem er mit einjähriger Unterbrechung bis 2018 spielte. In der Spielzeit 2015/16 debütierte er in der türkischen Superliga. Nach einem Jahr beim Buz Adamlar GSK wechselte er zum Buz Beykoz SK, mit dem er 2020 türkischer Meister wurde. Anschließend wechselte er zum Ligarivalen Zeytinburnu Belediye SK, kehrte aber 2022 zum Buz Beykoz SK zurück.

### International
Für die Türkei nahm Hars im Juniorenbereich in der Division III an der U18-Weltmeisterschaft 2014, als er zum besten Stürmer des Turniers gewählt wurde, sowie den U20-Weltmeisterschaften 2014, 2015 und 2016 teil. 
Mit der Herren-Nationalmannschaft spielte er erstmals bei der Weltmeisterschaft der Division III 2019. Nachdem zwischenzeitlich ohne ihn der Aufstieg erreicht worden war, nahm er an der Weltmeisterschaft der Division II 2023 teil. Zudem vertrat er seine Farben bei den Olympiaqualifikationsturnieren für die Winterspiele in Peking 2022 und in Mailand 2026.

## Erfolge und Auszeichnungen
- 2014 Bester Stürmer bei der U18-Weltmeisterschaft der Division III, Gruppe B
- 2020 Türkischer Meister mit dem Buz Beykoz SK